# Leandro de Sevilha
São Leandro de Sevilha (Cartagena, ca. 534 - Sevilha, 13 de Março de 600 ou 601). Clérigo católico, santo, nasceu numa família hispano-romana influente, foi arcebispo de Sevilha.
Teve três irmãos mais novos: (Fulgêncio de Cartagena, Isidoro e Florentina) todos os quais foram também canonizados.
Supõe-se que a sua família fugiu de Cartagena quando da conquista bizantina (552? 555?), tendo-se estabelecido em Sevilha, onde Leandro entrou para um mosteiro.
Ao seu irmão Isidoro de Sevilha atribui-lhe a conversão de São Hermenegildo ao catolicismo em 579. Depois da conversão deixou Sevilha a caminho de Constantinopla para pedir auxílio para Hermenigildo.
Ascendeu a arcebispo de Sevilha necessariamente antes de 584, ano em que Leovigildo tomou a cidade durante a guerra civil que travou contra o seu filho Hermenegildo. Leandro foi por isso desterrado pelo rei visigodo para Constantinopla.
Terminado o desterro em 586, voltando ao seu bispado, pela grande influência que teve na conversão de Recaredo I.
Morrendo no final do século VI, em Sevilha, não sem que antes tivesse presidido ao Terceiro Concílio de Toledo, em 589, onde converteu novamente os visigodos à fé cristã.
Em Espanha é considerado Doutor da Igreja.
Escreveu várias regras de conduta para as freiras.
Introduziu em Niceia o Credo na Missa no Ocidente.